# H.C. Andersens Boulevard
H.C. Andersens Boulevard è la via più ampia e trafficata di Copenaghen.

## Posizione e accesso
H.C. Andersens Boulevard è lungo 1,3 chilometri, attraversa Indre By, il centro storico della capitale della Danimarca. Si compone di due tre corsie di traffico. Collega il ponte di Langebro e l'isola di Amager a est al grande giardino pubblico Ørstedsparken e a ovest verso i laghi che formano il Søerne. Attraversa l'arteria Nørre Voldgade al crocevia da cui sorge al suo centro, i resti della torre Jarmers. Nørre Voldgade si prospetta in direzione della stazione della metropolitana di Copenaghen, stazione di Nørreport. Passa oltre il Municipio di Copenaghen e attraversa la piazza centrale di Rådhusplads.

## Origine del nome
Onora il grande scrittore e narratore danese Hans Christian Andersen.

## Storia
Nel 1872, fu elaborato un piano di Copenaghen, che presentava il futuro boulevard H.C. Andersens creato sui vecchi bastioni di Copenaghen, sotto il nome di "Vestre Boulevard", come le trasformazioni di Parigi sotto il Secondo Impero e la creazione dei Grands boulevards.

## Galleria d'immagini

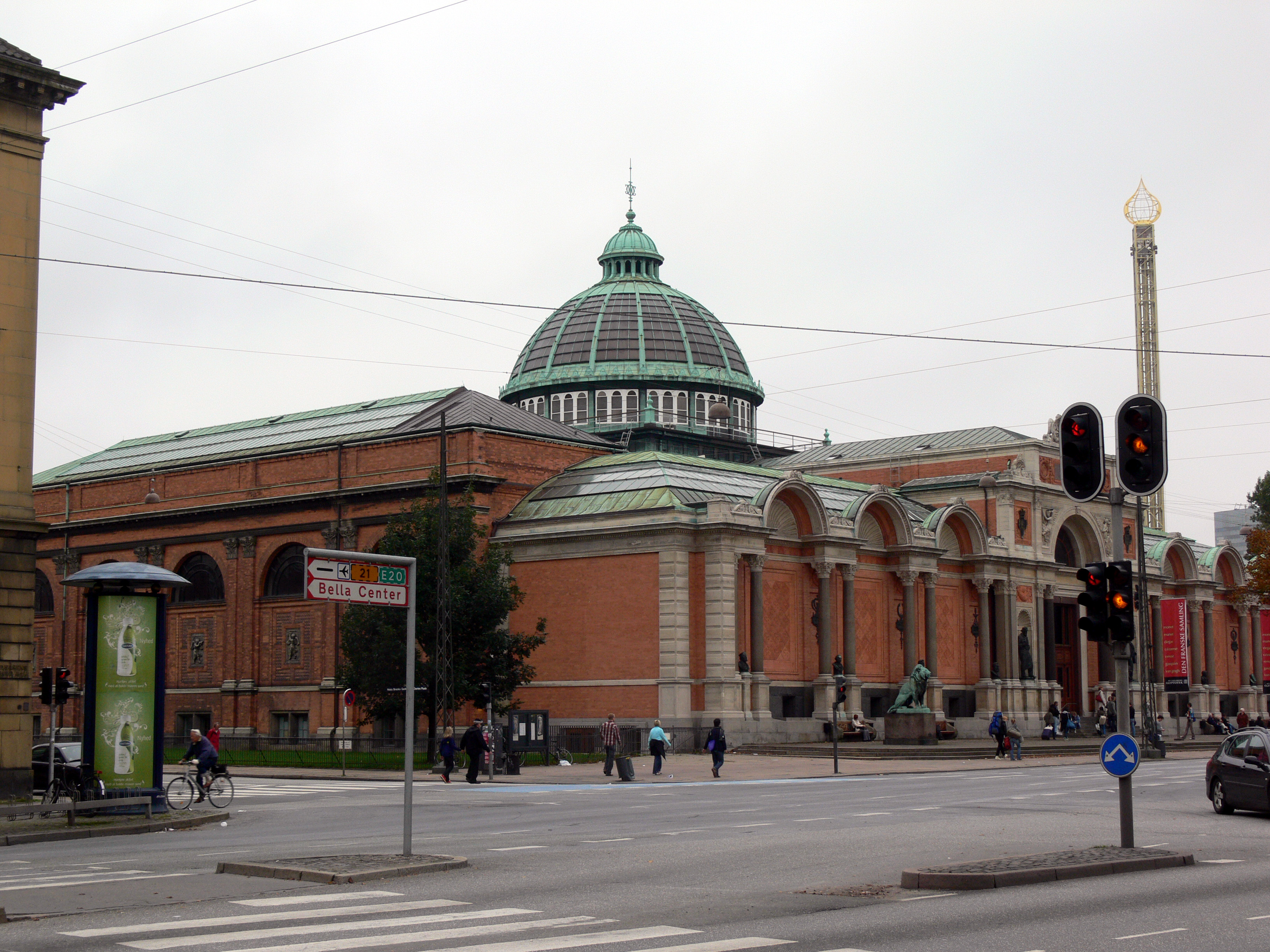
H.C. Andersens Boulevard con il Ny Carlsberg Glyptotek

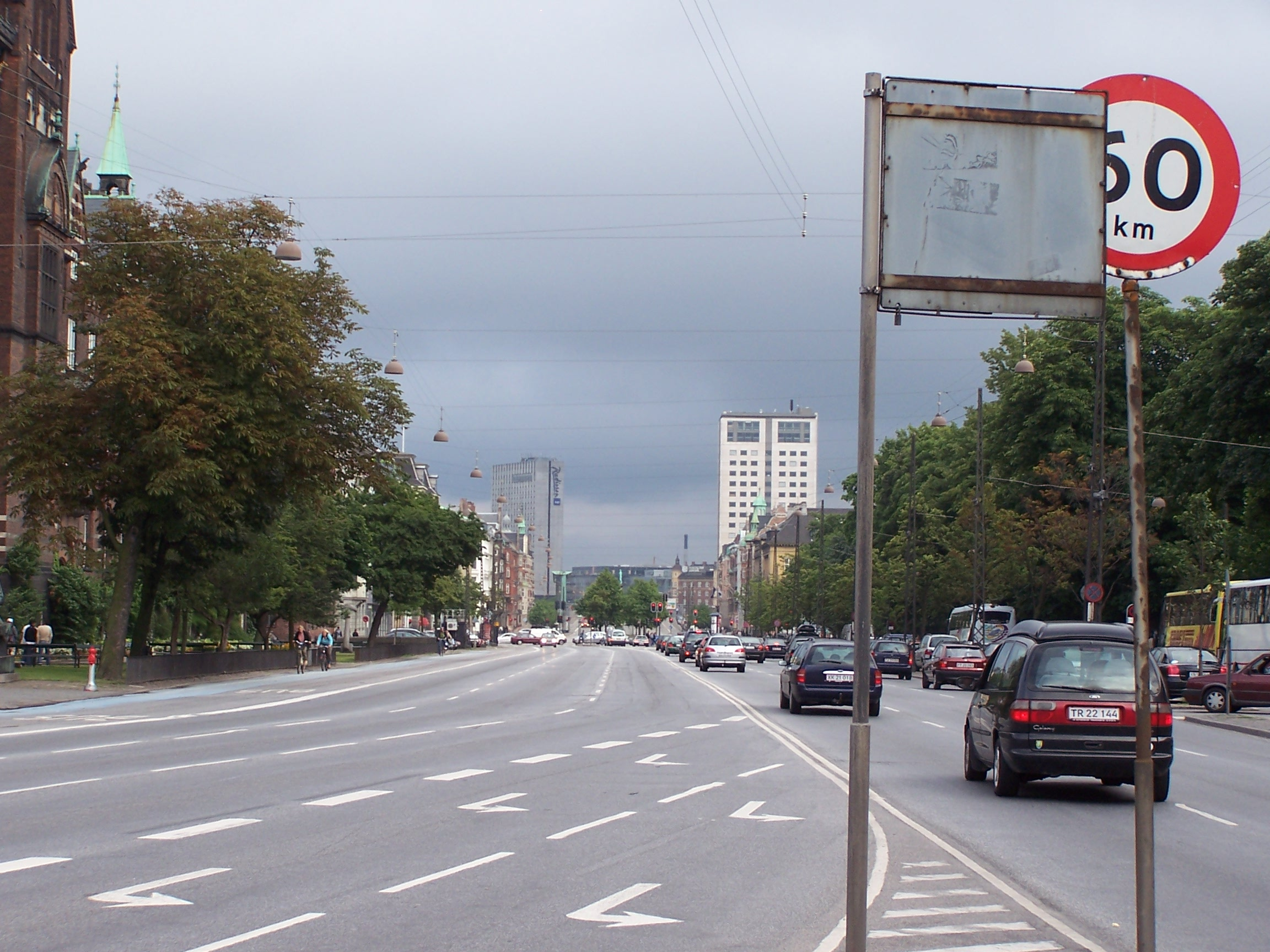
H.C. Andersens Boulevard verso il ponte Langebro verso Amager